# Пруитт, Гэйб
Габриэль «Гэйб» Майкл Пруитт (англ. Gabriel «Gabe» Michael Pruitt; родился 19 апреля 1986 года в Лос-Анджелесе, штат Калифорния) — американский профессиональный баскетболист, игравший на позициях атакующего защитника и разыгрывающего защитника. В составе «Бостон Селтикс» стал чемпионом НБА в сезоне 2007/2008, при этом не сыграв в серии плей-офф ни одного матча. Большую часть своего дебютного сезона в НБА, будучи четвёртым разыгрывающим защитником в «Селтикс», провёл в команде Д-Лиги «Юта Флэш».

## Статистика

### Статистика в НБА
| Сезон                                                                                    | Команда | Регулярный сезон | Регулярный сезон | Регулярный сезон | Регулярный сезон | Регулярный сезон | Регулярный сезон | Регулярный сезон | Регулярный сезон | Регулярный сезон | Регулярный сезон | Регулярный сезон | Серия плей-офф | Серия плей-офф | Серия плей-офф | Серия плей-офф | Серия плей-офф | Серия плей-офф | Серия плей-офф | Серия плей-офф | Серия плей-офф | Серия плей-офф | Серия плей-офф |
| Сезон                                                                                    | Команда | GP               | GS               | MPG              | FG%              | 3P%              | FT%              | RPG              | APG              | SPG              | BPG              | PPG              | GP             | GS             | MPG            | FG%            | 3P%            | FT%            | RPG            | APG            | SPG            | BPG            | PPG            |
| ---------------------------------------------------------------------------------------- | ------- | ---------------- | ---------------- | ---------------- | ---------------- | ---------------- | ---------------- | ---------------- | ---------------- | ---------------- | ---------------- | ---------------- | -------------- | -------------- | -------------- | -------------- | -------------- | -------------- | -------------- | -------------- | -------------- | -------------- | -------------- |
| 2007/08                                                                                  | Бостон  | 15               | 0                | 6,3              | 35,9             | 25,0             | 50,0             | 0,5              | 0,9              | 0,3              | 0,0              | 2,1              | Не участвовал  | Не участвовал  | Не участвовал  | Не участвовал  | Не участвовал  | Не участвовал  | Не участвовал  | Не участвовал  | Не участвовал  | Не участвовал  | Не участвовал  |
| 2008/09                                                                                  | Бостон  | 47               | 0                | 7,8              | 30,7             | 29,2             | 81,0             | 0,9              | 0,8              | 0,3              | 0,1              | 2,0              | 4              | 0              | 2,7            | 0,0            | 0,0            | -              | 0,0            | 0,5            | 0,0            | 0,3            | 0,0            |
|                                                                                          | Всего   | 62               | 0                | 7,4              | 32,1             | 28,3             | 78,3             | 0,8              | 0,8              | 0,3              | 0,0              | 2,0              | 4              | 0              | 2,7            | 0,0            | 0,0            | -              | 0,0            | 0,5            | 0,0            | 0,3            | 0,0            |
| Наведите курсор мыши на аббревиатуры в заголовке таблицы, чтобы прочесть их расшифровку. |         |                  |                  |                  |                  |                  |                  |                  |                  |                  |                  |                  |                |                |                |                |                |                |                |                |                |                |                |